# Jurisprudence Anne Sinclair
La jurisprudence Anne Sinclair désigne, par métonymie, une décision prise par la journaliste française Anne Sinclair et son employeur, consistant, en tant que journaliste, à abandonner la présentation d'une émission hebdomadaire d'actualité générale, pour prévenir et éviter tout soupçon de conflit d'intérêts, dans l'intérêt de l'image de son entreprise et/ou de l'information du public, et au titre d'une règle non écrite de déontologie journalistique.

## Origine et confirmation
Le 5 juin 1997, Anne Sinclair annonce qu'elle « cessera de présenter le magazine d'actualité générale 7 sur 7 », à la suite de l'annonce de l'entrée dans le gouvernement Jospin, comme ministre de l'Économie, de son époux Dominique Strauss-Kahn, . 
Cette décision est « assez logique », c'est un « problème de crédibilité extérieure », déclare le même jour à l'AFP Robert Namias, directeur de l'information de TF1, qui propose à Anne Sinclair pour la rentrée suivante une émission culturelle de troisième partie de soirée. Au même moment, 7 sur 7 est remplacée par une émission d'actualité générale au concept proche, Public, présentée par Michel Field, puis par 19 heures dimanche présentée par Ruth Elkrief de septembre 1999 à juin 2000.
Dominique Strauss-Kahn avait déjà participé à un gouvernement mais avec de bien moindres responsabilités, à une époque où son épouse, avec Christine Ockrent, s'était « fait allumer » pour une interview de François Mitterrand « alors que leurs époux étaient ministres ». En 1997, elle et la direction de TF1 estiment que « l'incompatibilité est plus grande » car il a « fortement inspiré le programme de Lionel Jospin », et a « la haute main sur un portefeuille important ».
Selon Nadia Le Brun et Alain Bourmaud, cette « jurisprudence » émerge dès 1993, lorsqu'Isabelle Legrand-Bodin, épouse d'Alain Juppé, quitte son emploi de journaliste au quotidien La Croix où elle suit le RPR, ce dernier étant nommé ministre des Affaires étrangères, poste-clé du gouvernement Balladur, puis Premier ministre.
Par la suite, Marie Drucker et Béatrice Schönberg, compagnes respectives des ministres François Baroin et Jean-Louis Borloo, renoncent à présenter le journal télévisé de 20 heures. En novembre 2010, c'est la jurisprudence Audrey Pulvar : dès l’annonce de la candidature à la présidentielle de son conjoint Arnaud Montebourg, i-Télé stoppe son émission en vertu d'une « règle de prudence et d’éthique élémentaire » et d'une « forme de jurisprudence établie par d'autres médias »,. iTélé lui confie alors une nouvelle émission culturelle, dont la politique est « exclue ». Le CSA avertit alors que l'ensemble de son temps de parole sur France 2, où elle continue à officier, pourra être décompté de celui d'Arnaud Montebourg. Malgré cet avertissement, elle y réalise une interview d'Harlem Désir, numéro deux du PS, juste après la présidentielle, dans l'émission On n'est pas couché, ce qui est critiqué par l'UMP. Peu après, Aymeric Caron lui succède.
En presse écrite, Ivanne Trippenbach annonce le 28 janvier 2024, la veille d'une réunion du comité d'éthique et de déontologie de son employeur, qu'elle quitte son poste de cheffe du service politique du Monde, « au vu de l'émoi suscité » par la nomination de son conjoint, Rayan Nezzar, le 9 janvier précédent, comme conseiller, chef du pôle action et comptes publics, auprès du Premier ministre Gabriel Attal. Selon une enquête de Mediapart, plusieurs membres de la rédaction du Monde « s’étaient inquiétés d’un risque de conflit d’intérêts »,.

## Application partielle, ou seulement temporaire
L'Express constate qu'il « n'y a pas de règle en la matière », ou en tout cas pas toujours respectée, mais qu'il « existe des précédents » qui peuvent faire référence. Le quotidien 20 Minutes, observe lui qu'elle est « devenue une jurisprudence officieuse » seulement, le retrait devenant « habituel mais pas obligatoire ».
Quatre journalistes de France 2 ont, eux, entre 2019 et 2024, échappé à cette jurisprudence ou n'ont été astreints qu'à une application partielle et seulement temporaire : pendant la durée d'une campagne électorale et seulement pour quelques émissions ponctuelles entièrement consacrées à la politique alors qu'Anne Sinclair avait abandonné entièrement une émission d'actualité générale hebdomadaire.
C'est le cas d'Audrey Pulvar, qui poursuit les interviews politiques sur France 2 alors que son émission a été supprimée sur iTélé en raison de ses liens avec Arnaud Montebourg, puis de Léa Salamé et de son collègue Thomas Sotto, deux autres figures de France 2. Après un retrait de quelques semaines seulement, le temps d'une campagne électorale officielle, Léa Salamé reprend la présentation de son émission politique dès l'élection de son compagnon Raphaël Glucksmann comme chef de file des députés socialistes à Bruxelles. Thomas Sotto, équipier de Léa Salamé, dans l'émission politique Élysée 2022, en est suspendu lui aussi seulement le temps d'une campagne électorale, la presse ayant révélé qu'il est en couple avec la responsable communication du Premier ministre Jean Castex. Cependant, il continue à présenter Télématin et les éditions du JT de 20 heures le weekend, en suppléant de Laurent Delahousse, y compris pendant la campagne présidentielle.
Nathalie Saint-Cricq, éditorialiste politique ce France 2, n'est elle astreinte qu'à une « mise en retrait », « assez relative » et qui semble « obéir au bon vouloir de la journaliste », selon le service de vérification des faits de Libération, au moment où sa nièce Amélie Oudéa-Castéra fait l'actualité pour plusieurs « polémiques XXL », qui durent, même si elle assure s’être « déportée de manière volontaire des sujets concernant la ministre », pour éviter un « conflit d’intérêts ». La presse l'observe cependant sur les antennes de France TV « évoquer parfois sa nièce sans que leur lien de parenté ne soit explicité », ce qui « jette le discrédit sur la rédaction », selon un de ses journalistes.

## Histoire

### Années 1980
Dans les années 1980, la journaliste politique Catherine Nay réussit une carrière de commentatrice politique réputée, malgré sa liaison avec le ministre de la Justice Albin Chalandon, mais n'a ni responsabilité d'autres journalistes ni présentation d'un journal ou émission d'actualité générale.
À partir de septembre 1984, Jean Lanzi, directeur de l'information de TF1, présente le magazine politique 7 sur 7, créé en 1981, en alternance avec Anne Sinclair. En mai 1987, à la suite de la privatisation de TF1, il présente pour la dernière fois 7 sur 7 en juin. Anne Sinclair est de son côté promue directrice adjointe de l'information de la chaîne, en plus de conserver cette émission-vedette.
Elle entame une liaison avec Dominique Strauss-Kahn peu après l'avoir rencontré le 27 octobre 1988 lors d'une autre émission qu'elle présente, avec le journaliste du Monde Jean-Marie Colombani, Questions à domicile. Député depuis 1986 malgré le rejet de sa candidature par les militants socialistes de la Haute-Savoie, Strauss-Kahn est depuis 1988 secrétaire national du Parti socialiste, chargé de l'économie et des finances, et beaucoup moins connu qu'elle.
Divorçant du journaliste Ivan Levaï, Anne Sinclair épouse le 26 novembre 1991 Dominique Strauss-Kahn, lui-même divorcé en 1989. Au cours de la même année, il devient ministre délégué à l'Industrie et au Commerce extérieur du gouvernement Édith Cresson.
En 1988 aussi, dans un meeting de Jacques Chirac tenu à Mont-de-Marsan juste avant le second tour de la présidentielle, Alain Juppé rencontre sa future épouse Isabelle Bodin, journaliste politique à La Croix. Quand ils se marient cinq ans plus tard, en 1993, elle abandonne son métier de journaliste, ce qu'il lui « est arrivé de regretter » ensuite, mais lui donne les coudées franches pour nuancer, dans un livre, l'image d'homme « distant et froid » de son mari. Cette décision est considérée comme une première référence « montrant l'exemple », quatre ans avant celle d'Anne Sinclair d'abandonner le magazine politique 7 sur 7 en 1997, quand son mari redevient ministre.

### Années 1990
Pendant la période où son second mari est devenu pour la première fois ministre, à l'Industrie (1991-1993), Anne Sinclair a continué de présenter l'émission 7 sur 7, Dominique Strauss-Kahn perdant ensuite son siège de député entre 1993 et 1997, après la déroute du Parti socialiste aux élections législatives de 1993.
L'idée d'éviter le conflit d'intérêts n'est pas dominante dans les médias audiovisuels au début des années 1990, selon le quotidien Le Monde, qui note qu'en avril 1992 le président François Mitterrand est même interviewé à la télévision par un duo formé de Christine Ockrent et Anne Sinclair, toutes deux épouses de ses ministres. Christine Ockrent présente le journal de 20 heures d'Antenne 2 depuis septembre 1988 et son époux Bernard Kouchner, entré au gouvernement en 1988 comme secrétaire d'État chargé de l'insertion sociale, est ministre de la Santé depuis avril 1992. Malgré la polémique sur son salaire à Antenne 2, Christine Ockrent produit aussi le magazine Carnets de route de 1990, la série Qu'avez-vous fait de vos 20 ans ? entre 1990 et 1992, et le magazine bimensuel Direct en 1992, tout en tenant une chronique hebdomadaire, Portrait au laser puis Portraits à France Inter de 1990 à 1994. La « Reine Christine » de l'audiovisuel public intègre ensuite France 3 en 1992, pour présenter des émissions politiques et d'information : Soir 3 et À la une sur la 3.
La situation évolue en 1993, quand Isabelle Juppé quitte ses fonctions de journaliste politique à La Croix après son mariage avec Alain Juppé, devenu ministre important du gouvernement Balladur, puis Premier ministre en 1995. En juin 1997, c'est Dominique Strauss-Kahn qui retrouve le siège de député perdu depuis quatre ans et devient dans la foulée une figure du gouvernement Jospin, nommé le 6 juillet 1997 au ministère de l'Économie, des Finances et de l'Industrie.
Anne Sinclair annonce alors qu'elle arrête de présenter l'émission 7 sur 7, décision qui sera ensuite appelée « jurisprudence Anne Sinclair »,. Elle se voit proposer par TF1 la présentation d'un magazine mensuel, parfois présentée comme « un placard doré », qu'elle accepte pendant quatre ans. Les auteurs et biographes traitant de la vie de journalistes politiques emploient à partir de là régulièrement l'expression de « jurisprudence Anne Sinclair »,,.

### Années 2000
Sous la seconde présidence Jacques Chirac, entre 2002 et 2007, Béatrice Schönberg et Marie Drucker ne respectent pas, dans un premier temps, la « jurisprudence Anne Sinclair », demeurant présentatrices des grands journaux télévisés du soir sur France 2 et France 3, alors que leurs époux respectifs, Jean-Louis Borloo et François Baroin, sont ministres de Jacques Chirac. Elle n'arrêtent de les présenter qu'à partir du lancement officiel de la campagne présidentielle, deux mois avant le vote. Juste après, Marie Drucker retrouve la présentation du journal.
Cependant, tenant compte des critiques, Béatrice Schönberg accepte de quitter définitivement le journal télévisé quand Jean-Louis Borloo retrouve un portefeuille ministériel.
Marie Drucker, compagne de François Baroin, accepte elle aussi un peu plus tard de quitter l'ensemble des plateaux de télé, pour n'y revenir qu’à l'issue de sa relation avec le ministre de l’Outre-mer en 2008[réf. nécessaire].

### Années 2010
Un exemple est de nouveau donné lors de la primaire socialiste de septembre-octobre 2011, quand Valérie Trierweiler, compagne de François Hollande, soucieuse d'éviter tout conflit d'intérêts, cesse définitivement d'animer sur la chaîne de télévision Direct 8 son émission 2012 : Portrait de campagne.
Une semaine après, Audrey Pulvar est critiquée pour s'être affichée avec un autre candidat de cette primaire socialiste, Arnaud Montebourg, alors qu'elle participait On n'est pas couché, talk-show de Laurent Ruquier le samedi soir sur France 2. Deux jours après l’annonce officielle de la candidature d’Arnaud Montebourg, son émission politique sur i-Télé est suspendue, en vertu d'une « règle de prudence et d’éthique élémentaire », la chaîne précisant cependant que « ses qualités font qu’elle est irremplaçable ».
Dans une déclaration officielle, le CSA avertit alors que son temps de parole sur France 2, où elle continue à officier, pourrait être décompté de celui d'Arnaud Montebourg. Audrey Pulvar juge l'affaire excessive car son compagnon « n'aura un rôle majeur que pendant les quelques jours » mais est six mois après contrainte de laisser définitivement sa place sur France Inter et France 2[réf. souhaitée] dès qu'il sera nommé ministre de l’Économie.
Au même moment, plusieurs médias révèlent qu'un autre futur ministre, Michel Sapin, va épouser Valérie de Senneville, chargée de la rubrique « Justice » au quotidien économique Les Échos.
En mai 2012, entre l'élection présidentielle et les élections législatives et une fois Michel Sapin nommé, elle s'inquiète de devoir « abandonner du jour au lendemain » ce qu'elle estime avoir mis dix, vingt ans à construire et demande au comité d'indépendance éditoriale des Échos de se prononcer. Au même moment, Audrey Pulvar est à nouveau critiquée par l'UMP pour avoir interviewé le numéro deux du Parti socialiste Harlem Désir sur le plateau de On n'est pas couché. France Télévisions promet alors que c'est la dernière fois. Le Figaro y voit une « jurisprudence Pulvar », sanctionnant la journaliste qui « a concentré le gros des critiques ». Le journal évoque un troisième cas simultané, Nathalie Bensahel, épouse du ministre de l'Éducation nationale Vincent Peillon, qui se voit affectée à la rubrique « mode » du Nouvel Observateur, constatant que la direction de ce journal a décidé qu'elle ne peut plus écrire sur les questions d'éducation et de politique institutionnelle.
Passée définitivement dans le secteur privé, à la direction du magazine culturel Les Inrockuptibles, Audrey Pulvar s'exprime plus tard sur d'autres couples journaliste/politique, pour déplorer qu'une femme doive mettre sa carrière entre parenthèses.
Elle estime même « injuste et injustifiée » la simple mise en retrait de Léa Salamé, fin mars 2019, de l'émission politique qu’elle anime, pour une durée limitée à la campagne électorale officielle de son époux Raphaël Glucksmann, tête de liste du Parti socialiste aux élections européennes de 2019. Cette décision est pourtant applaudie par Françoise Laborde, présidente d'honneur de l'Association des femmes dans les médias. Raphaël Glucksmann déclare alors dans la presse people qu'il culpabilise et un proche des époux reconnaît que la profession de journaliste « est tellement décriée qu'il faut savoir anticiper les ennuis et ne pas choquer le public » en cas de conflits d'intérêts. Léa Salamé reprend ensuite la présentation de son émission politique dès son élection comme chef de file des députés socialistes à Bruxelles.
Au soir des européennes de 2019, qui voient EELV provoquer la surprise avec 13,5 % des voix, la tête de liste Yannick Jadot salue publiquement sa compagne Isabelle Saporta, journaliste depuis deux décennies. Leur liaison est dévoilée par une photo dans Paris-Match le jour-même, qui fait dire sur Europe 1 à Jean-Michel Aphatie qu'une campagne Jadot pour la présidentielle 2022 est ainsi préparée. Accusée d'avoir « caché » cette liaison ou de ne pas s'être mise en retrait de RTL pendant la campagne, Isabelle Saporta, déjà engagée par ses livres dans la défense de l’environnement, annonce sa démission de RTL « pour ne pas nuire à cette rédaction », venue la « chercher en 2018 pour livrer un billet d’humeur sociétal, à tendance écolo ». Elle rappelle qu'elle ne réalise pas d'interview ou de commentaires sur les politiques ni sur les partis. La presse évoque les cas de Marie Drucker, Béatrice Schönberg, Audrey Pulvar, jusqu'à Anne Sinclair en 1997, pour s'inquiéter d'une « jurisprudence de tribunal misogyne ». Isabelle Saporta obtient ensuite à titre personnel deux candidats se présentant contre EELV aux municipales à Paris : en août 2019, Gaspard Gantzer, ex-conseiller de François Hollande, puis le mathématicien Cédric Villani. Elle se retire finalement de la campagne en mai 2020 pour protester contre un second tour tenu le 28 juin, sur fond de pandémie de Covid-19.

### Années 2020

#### Le couple Cabana-Blanquer
Selon plusieurs quotidiens, Midi Libre, Libération et Le Figaro, les accusations de conflit d'intérêts déferlent sur Twitter en janvier 2022 quand le nom d'Anna Cabana devient l’un des sujets les plus discutés sur le réseau social pour lui reprocher de présenter sur i24News une émission consacrée à son mari Jean-Michel Blanquer, ministre de l'Éducation nationale, aux prises avec une polémique sur les modes d'élaboration des protocoles sanitaires dans les écoles durant la pandémie de Covid-19. La presse voit dans cette émission un « échange entre gens d’accord entre eux », pour défendre le rôle joué par Jean-Michel Blanquer dans ce qu'elle a appelé un « Ibizagate », le ministre ayant pris des vacances sur cette île espagnole au moment le plus critique. Sur le plateau de l'émission, Stéphane Fouks, vice-président d'Havas, filiale du Groupe Bolloré, David Revault d'Allonnes, chef du service politique du Journal du dimanche, appartenant au même groupe, et Abnousse Shalmani, future présidente du « jury du Livre citoyen » lancé par Marlène Schiappa, critiquent les appels à la démission du ministre lancé par le principal syndicat d'enseignant, qui appelle à la grève pour les jeudi suivants[réf. nécessaire].
Le fait qu'Anna Cabana anime ce débat est « épinglé sur les réseaux sociaux » comme une « entorse déontologique ». Libération se « désole » d'un débat qui révèle le « niveau de déconnexion de certains puissants » et s'inquiète qu'Anna Cabana ait omis sa situation maritale, perdant « toute crédibilité » et rouvrant « le procès en objectivité des journalistes qui n’en demandaient pas tant », au moment où des reporters sont « insultés par un candidat à la présidentielle » et de « plus en plus obligés de se déplacer avec des agents de sécurité ». Il aurait été « surréaliste de ne pas parler de la crise politique du jour », a-t-elle répondu à ses détracteurs dans Le Parisien, journal qui avait publié quelques heures seulement avant la rentrée scolaire le nouveau protocole contesté, avec une photo du ministre à son bureau alors qu'il était à l'Ibiza, sans en être informé selon Anna Cabana. La journaliste rappelle que ses quatre invités sont présents dans l'émission de longue date et précise qu'elle se serait retirée « si la chaîne le lui avait demandé ». Elle estime avoir payé l'officialisation de sa relation avec le ministre, information selon elle de notoriété publique, « au prix gigantesque » et estime « extraordinairement injuste » de subir une « suspicion » sur « l'honnêteté » de ses prises de position et éditoriaux.
Dans la classe politique, les réactions prennent parfois un tour virulent. La députée LREM Aurore Bergé, qui a créé un an avant sur Internet un « Fan-Club de Jean-Michel Blanquer »,, fustige une polémique « puante quand elle s’en prend à son épouse avec tous les relents antisémites ». Le député européen du RN Gilbert Collard estime au contraire qu'Anna Cabana « invente l’arnaque médiatique et rend indispensable une autorité disciplinaire » de la déontologie du journalisme.

#### Couple Thomas Sotto-Mayada Boulos
Thomas Sotto, équipier de Léa Salamé, dans l'émission politique Élysée 2022, en est suspendu quelques semaines seulement le temps d'une campagne électorale officielle, la presse ayant révélé qu'il est en couple avec la responsable communication du Premier ministre Jean Castex, Mayada Boulos, mais il continue à présenter Télématin et les éditions du journal de 20 heures le weekend, en suppléant de Laurent Delahousse, y compris pendant la campagne présidentielle.

#### Couple Trippenbach-Nezzar
Ivanne Trippenbach, journaliste au quotidien Le Monde, en couple depuis plusieurs années avec Rayan Nezzar, proche conseiller de Gabriel Attal, au ministère de l'Économie puis au ministère de l'Éducation Nationale, le signale à sa hiérarchie et décide de se déporter sur les questions dont son conjoint a la charge au ministère, notamment les comptes publics. En janvier 2024, la situation évolue car Gabriel Attal est désormais à Matignon, tandis qu'Ivanne Trippenbach est depuis fin 2023 la cheffe du service politique du quotidien Le Monde ce qui pose la question, sur le plan de la déontologie professionnelle, de l'application de la jurisprudence Anne Sinclair,. Le choix de la maintenir en poste est « jugé incompréhensible par une bonne partie de la rédaction, étant donné le poids symbolique du poste de chef du service politique, et les risques pour l’image d’impartialité du journal », selon une enquête de Médiapart car la charte de ce journal stipule que les journalistes ne peuvent pas couvrir un « domaine dans lequel un membre de leur famille ou de leur entourage proche occupe une fonction d’autorité ». La polémique oblige Jérôme Fenoglio à défendre son choix de la maintenir à ce poste, sans parvenir à éteindre la contestation, le 22 janvier devant la société des rédacteurs du Monde (SRM), puis le 24 janvier devant les journalistes du service politique, et le 25 janvier lors de la réunion hebdomadaire des chefs de service.

#### Famille Oudéa-Duhamel-Saint-Cricq
Nathalie Saint-Cricq, éditorialiste politique de France 2, assure s’être « déportée de manière volontaire des sujets [la] concernant », pour sa nièce Amélie Oudéa-Castéra, promue ministre de l'Éducation, des Sports et des Jeux olympiques et paralympiques, qui en janvier 2024 fait la une de l'actualité pour plusieurs « polémiques XXL », qui durent. Il s'agit aussi d'éviter un « conflit d’intérêts ». Mais elle n'est elle astreinte qu'à une « mise en retrait », « assez relative » et qui semble « obéir au bon vouloir de la journaliste », selon le service de vérification des faits de Libération. On la voit cependant sur les antennes de France TV « évoquer parfois sa nièce sans que leur lien de parenté ne soit explicité », ce qui « jette le discrédit sur la rédaction », selon un de ses journalistes.

### Cas des journalistes hommes

#### Franck Ballanger
Les conflits d'intérêts sont souvent évoqués dans les cas des journalistes femmes en couple avec un homme politique. Mais à partir des années 2010 et 2020, des situations inverses apparaissent. Ainsi, peu avant l'intervention de 2019 d'Audrey Pulvar en faveur de Léa Salamé, en septembre 2018, Roxana Maracineanu est nommée ministre des Sports. En réaction à cette annonce, son mari Franck Ballanger, journaliste sportif à Radio France, accepte de suspendre ses missions pendant toute la durée du mandat de son épouse.

#### Thomas Sotto
De son côté, France Télévisions décide par la suite décidé une autre « mise en retrait », mais seulement pour la durée de la campagne présidentielle, celle de Thomas Sotto, équipier de Léa Salamé, dans l'émission politique Élysée 2022, dont la presse rapporte qu'il est depuis l'été 2021 en couple avec la responsable communication de Jean Castex.
La décision est cette fois prise dès décembre 2021 et Léa Salamé réagit en affirmant être « sous pression ». Conscient de la polémique suscitée, le journaliste condamne les « vents de l'époque », jugée trop stricte et déclare publiquement que la décision est « assez injuste » mais qu'il doit s'y plier « pour tenir compte de notre époque, devenue très violente et qui a tendance à tout hystériser ». Les équipes de France Télévisions se demandent s'il pourra conserver ses autres responsabilités mais il confirme qu'il continuera à présenter Télématin ainsi que les éditions du JT de 20 heures le weekend, en suppléant de Laurent Delahousse.